# Chironomus percurrens
Chironomus percurrens är en tvåvingeart som beskrevs av Jean-Jacques Kieffer 1909. Chironomus percurrens ingår i släktet Chironomus och familjen fjädermyggor.
Artens utbredningsområde är Tyskland. Inga underarter finns listade i Catalogue of Life.